# Ngô Thì Đạo
Ngô Thì Đạo (1732-1802), hiệu: Ôn Nghị và Văn Túc; là danh sĩ và là quan nhà Lê trung hưng trong lịch sử Việt Nam.

## Tiểu sử
Ngô Thì Đạo sinh năm Nhâm Tý (1732) tại làng Tả Thanh Oai, huyện Thanh Oai, trấn Sơn Nam (nay thuộc huyện Thanh Trì, Hà Nội).
Ông là con Ngô Thì Ức, là em trai của Ngô Thì Sĩ và là cha của Ngô Thì Du. Thuở nhỏ, ông học với ông nội là Ngô Trân. Lớn lên, ông lên kinh đô Thăng Long học với Tiến sĩ Nhữ Đình Toản.
Năm Quý Dậu (1753), ông đỗ Á nguyên khoa thi Hương. Năm Đinh Sửu (1757), ông đỗ Giải nguyên khoa Hoành từ 
Thi đỗ, ông được bổ chức quan, rồi lần lượt trải các chức sau: Thị giảng Đông cung (1756), Tri huyện Thụy Anh (1758), Đại lý tự thừa (1767), Tri phủ Áng Đô (1767), Hiến đài Sơn Tây (1776), Hiến sát phó sứ kiêm ủy phủ sứ Kinh Bắc (1784)...
Sau đó, ông xin thôi việc quan. Từ năm Bính Ngọ (1786, là năm Nguyễn Huệ ra Bắc dẹp họ Trịnh), cho đến năm Kỷ Dậu (1789, là năm Nguyễn Huệ đánh tan quân nhà Thanh), Ngô Thì Đạo nhiều lần được người của Tây Sơn mời ra làm quan, song ông cứ tìm cách thoái thác.
Ngô Thì Đạo mất tại quê nhà vào tháng 10 năm Nhâm Tuất (1802), thọ 70 tuổi. Lúc này nhà Tây Sơn đã bị nhà Nguyễn đánh đổ, và vua Gia Long đã thu phục được toàn bộ đất nước.

## Tác phẩm
Ngô Thì Đạo sáng tác nhiều, nhưng theo con ông là Ngô Thì Du thì các tác phẩm ấy đã "tản mát quá nửa, nay chỉ còn lại một tập bản thảo làm lúc cuối đời". Sau, con cháu ông sưu tập thêm làm thành tập Hoành từ Hiến sát Văn Túc công di thảo (Bản thảo để lại của ông Văn Túc đỗ khoa Hoành từ, giữ chức Hiến sát).
Ở Thư viện Viện nghiên cứu Hán Nôm (Hà Nội) hiện có bản chép tay mang ký hiệu VHv.1743/11.

## Nhận xét
Ngô Thì Đạo trước sau đều giữ lòng trung với nhà Hậu Lê, dứt khoát từ chối lời mời hợp tác với nhà Tây Sơn, khiến "Trần Văn Kỷ phải phục ông là người là có nghĩa khí". 
Tuy vậy, ông cũng không tham gia với nhóm Nguyễn Danh Án, Trần Huy Túc chủ trương sang nhà Thanh cầu viện giúp vua Lê Chiêu Thống khôi phục ngôi vị. 
Trong Hoành từ Hiến sát Văn Túc công di thảo, ngoài thơ còn có những thư từ gửi cho người thân và các bài điều trần về công việc. Ông tỏ ra hết sức quan tâm đến sự nghiệp giáo dục của con em trong gia đình, và luôn đề cao đạo Nho, coi đó là một con "đường lớn".
Nhìn chung, qua các tác phẩm của Ngô Thì Đạo, người đọc bắt gặp một con người có hoài bảo, có ý thức trách nhiệm nhưng cũng đầy trăn trở, cái trăn trở của người sinh bất phùng thời, của một kẻ sĩ giữa thời biến loạn .

## Sách tham khảo
- Trần Văn Giáp, Tìm hiểu kho sách Hán Nôm (2 tập in chung). Nhà xuất bản Khoa học Xã hội, 2003.
- Phạm Văn Ánh, mục từ Ngô Thì Đạo  trong Từ điển văn học (bộ mới). Nhà xuất bản Thế giới, 2004.